# Meuse-Inférieure
Pour les articles homonymes, voir Meuse.
1795–1814
Entités précédentes :
- Principauté de Liège
- Double seigneurie de Maastricht

Entités suivantes :
- Province de Limbourg  (royaume des Pays-Bas)

La Meuse-Inférieure est un ancien département français créé en 1795 lors de la Seconde annexion française des États de Belgique (et plus particulièrement de la principauté de Liège) et disparu en 1814 à la chute du Premier Empire. Il couvrait les territoires « néerlandophones » de la principauté (comté de Looz).
Son chef-lieu était Maastricht (qu'on écrivait « Maestricht » à l'époque), et à partir de 1800 il y eut deux sous-préfectures : Hasselt et Ruremonde. Il se voit attribuer le numéro 95 dans la liste des 130 départements français de 1811

## Géographie

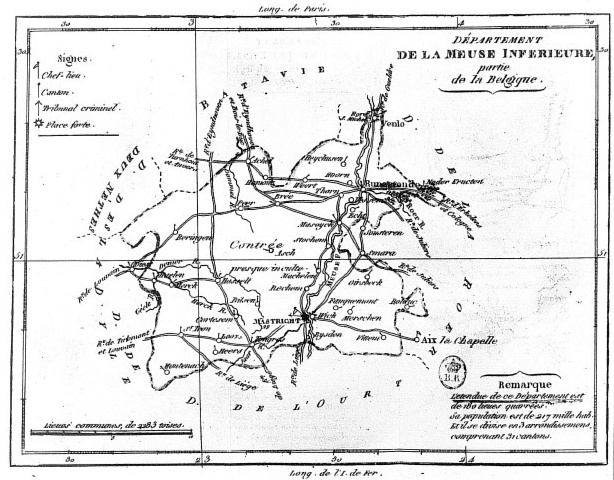
Carte de la Meuse-Inférieure.

Le territoire de ce département se situait à cheval sur la Belgique et les Pays-Bas actuels. Le territoire de l'ancien département de la Meuse-Inférieure correspond au territoire actuel de la province de Limbourg (Limburg) dans la région flamande en Belgique et le territoire de la province de Limbourg (Limburg) aux Pays-Bas, auquel s'ajoute Rode-le-Duc (ou Rolduc) qui a été donné à la Prusse par le congrès de Vienne.

## Liste des préfets
| Période | Période | Identité                                             | Fonction précédente                                                                       | Observation                      |
| ------- | ------- | ---------------------------------------------------- | ----------------------------------------------------------------------------------------- | -------------------------------- |
| 1800    | 1801    | Jean Henri Becays Ferrand, dit Ferrand de Lacaussade | Général de division (mai 1793)                                                            |                                  |
| 1801    | 1805    | Pierre Loysel                                        | Membre de l'Assemblée législative Membre de la Convention nationale                       | Devient préfet du Pô (1805-1808) |
| 1806    | 1814    | Jean-Baptiste Roggieri                               | Député de la Consulta de Lyon en 1802 Préfet à Sarzana Sénateur de la république de Gênes | Préfet du Gard (Cent-Jours)      |